# Jimmy Hempte
Jimmy Hempte (Tournai, 24 marzo 1982) è un allenatore di calcio ed ex calciatore belga, di ruolo difensore o centrocampista, tecnico del Pays Vert Ostiches Ath.

## Carriera
Ha giocato nella massima serie dei campionati belga e olandese.